# 30 avril 1909
Le vendredi 30 avril 1909 est le 120e jour de l'année 1909.

## Naissances
- Juliana des Pays-Bas (morte le 20 mars 2004), reine des Pays-Bas du 6 septembre 1948 au 30 avril 1980
- Konstantin Raudive (mort le 2 septembre 1974), écrivain letton
- René Deltgen (mort le 29 janvier 1979), acteur
- Théogène Ricard (mort le 7 avril 2006), personnalité politique canadienne

## Décès
- Albert Langen (né le 8 juillet 1869), éditeur allemand
- Armand Cossée de Maulde (né le 21 mars 1847), politicien belge

## Événements
- Création de comté de Palm Beach